# Microdon sepulchrasilvus
Microdon sepulchrasilvus är en tvåvingeart som först beskrevs av Hull 1937.  Microdon sepulchrasilvus ingår i släktet myrblomflugor, och familjen blomflugor. Inga underarter finns listade i Catalogue of Life.